# Mörka göl
Mörka göl är en sjö i Värnamo kommun i Småland och ingår i Lagans huvudavrinningsområde.